# 鄭仁仙
鄭仁仙（韓語：정인선，1991年4月25日—），或译郑吝善，童星出身的韓國女演員。

## 演藝經歷
1998年6歲的鄭仁仙經由SBS電視劇《順風婦產科》出道，後來演出多部熱門電視劇。2003年出演奉俊昊導演的電影《殺人回憶》後中斷活動集中於學業，2009年楮洞高等學校畢業後出演鄭聖一導演的導演《黑色咖啡店》回歸大熒幕並正式以成人演員出道。2013年通過試鏡出演tvn7週年台慶劇《籃球》回歸小銀幕。2014年出演電影《韓公主》飾愛笑女孩李恩熙深受觀眾喜愛。

## 個人生活
2018年4月17日，鄭仁仙與演員李伊庚被爆出正在交往中，隨後雙方皆承認了戀情，兩人是透過朋友介紹而認識，互有好感而發展為戀人關係，並已交往一年。事後得知兩人共同出演《加油吧威基基》，為了不帶給劇組麻煩而選擇保密，只有兩人親近的朋友知道。同年6月8日，雙方經紀公司表示兩人於最近已分手，回到前後輩關係，分手原因因個人隱私緣故無法曉得。

## 影視作品

### 電視劇
- 1996年：SBS《你》
- 1998年：KBS《順風婦產科》飾演 金世羅
- 1999年：SBS《KAIST》飾演 李銀河
- 1999年：KBS《學校2（朝鲜语：학교 2 (드라마)）》飾演 李春天
- 2001年：KBS《在花園裡（朝鲜语：꽃밭에서）》飾演 都雅娜
- 2002年：KBS《神奇小子馬秀利（朝鲜语：매직키드 마수리）》飾演 韓世恩
- 2002年：MBC《危機男子（朝鲜语：위기의 남자 (2002년 드라마)）》飾演 李汝澟
- 2003年：MBC《大長今》飾演 芬伊
- 2004年：MBC《英雄時代（朝鲜语：영웅시대 (드라마)）》飾演 千太淑
- 2008年：SBS《我的甜美都市》
- 2013年：tvN《籃球》飾演 洪禾裡
- 2014年：JTBC《山蒜醬湯：12年後的重逢》飾演 姜涵楚
- 2016年：JTBC《魔女寶鑑》飾演 海蘭
- 2017年：KBS《赤身的消防員》飾演 韓珍雅
- 2017年：tvN《Circle：相連的兩個世界》飾演 朴敏英
- 2018年：JTBC《加油吧威基基》飾演 韓允兒
- 2018年：MBC《我身後的陶斯》飾演 高愛琳
- 2019年：tvN《精神病患者日記》飾演 沈寶景
- 2021年：Kakao TV（英语：KakaoTV）《剛剛三十歲》飾演 徐智媛
- 2021年：SBS《成為你的夜晚》飾演 寅允珠
- 2024年：tvN《O'PENing－大耀酒店》飾演
- 2024年：TV朝鮮《DNA Lover》飾演韓素珍
- 2025年：KBS《華麗的日子》飾演

### 電影
| 年份   | 片名           | 角色                 | 備註     |
| ------ | -------------- | -------------------- | -------- |
| 2002年 | 夢中人         | 由美                 | 主演     |
| 2003年 | 殺人回憶       | 片尾看見兇手的小女孩 |          |
| 2003年 | Sink & Rise    |                      |          |
| 2004年 | 哈囉！UFO      | 年幼的崔相賢         |          |
| 2009年 | Audition       |                      | 配音     |
| 2010年 | 黑色咖啡館     | 懷孕的少女           |          |
| 2012年 | 都市之夜       |                      |          |
| 2013年 | 恐怖故事2      | 吉善珠               |          |
| 2014年 | 青春勿語       | 李恩熙               |          |
| 2014年 | 慶州           | 年輕諮詢員           |          |
| 2015年 | 天堂的夜與霧   |                      | 特別演出 |
| 2016年 | Open Your Eyes |                      | 短篇電影 |
| 2023年 | 超完美狗保姆   | 成京                 |          |
| 待公布 | 捉迷藏         | 徐仁雅               | 主演     |

### 綜藝節目
| 年份          | 電視台 | 節目名稱         | 備註 |
| ------------- | ------ | ---------------- | ---- |
| 2004年–2007年 | EBS    | 叮噹咚幼稚園     |      |
| 2004年        | MBC    | 親親親           |      |
| 2004年        | KBS1   | 小小兒童經濟國家 |      |
| 2005年        | EBS    | 美妙音樂發布會   |      |
| 2019年–2021年 | SBS    | 白種元的胡同餐館 | 主持 |

### MV
| 年份   | 歌手  | 歌曲            | 備註   |
| ------ | ----- | --------------- | ------ |
| 2019年 | Gummy | 《獨自 (혼자)》 | [ 11 ] |

## 獎項
| 年份   | 頒獎典禮           | 獎項                          | 作品                       | 結果 |
| ------ | ------------------ | ----------------------------- | -------------------------- | ---- |
| 2018年 | Asia Artist Awards | Rising Star獎                 | 加油吧威基基、我身後的陶斯 | 獲獎 |
| 2018年 | MBC演技大獎        | 水木迷你劇部門 女子優秀演技獎 | 我身後的陶斯               | 獲獎 |
| 2019年 | SBS演藝大獎        | 女子新人獎                    | 白種元的胡同餐館           | 獲獎 |
| 2020年 | SBS演藝大獎        | 真人秀類優秀獎                | 白種元的胡同餐館           | 獲獎 |

## 外部連結
- 鄭仁仙的Instagram帳戶
- 鄭仁仙在NAVER上的资料
- 鄭仁仙在韩国电影数据库（KMDb）上的資料（韓語）
- 鄭仁仙在互联网电影资料库（IMDb）上的資料（英文）
- 鄭仁仙在HanCinema的頁面（英文）